# Gruabn
El Gruabn es un estadio de fútbol ubicado en la ciudad de Graz en Austria y que actualmente es la sede del Grazer SK.

## Historia
Fue inaugurado en el año 1919 con el nombre Sturmplatz luego de que la Dra. Karl Assmann asumió la dirección de SK Sturm Graz y arrendó la pradera del monasterio en Graz. Algún tiempo después, el Gruabn abrió sus puertas al pie de la pradera del monasterio con la victoria del Sturm contra el SAK 1914 por 14-0. En 1920 se llevó a cabo la primera renovación y se construyó la tribuna de espectadores. En marzo de 1934 se añadió la tribuna cubierta. 15 años más tarde se construyó la casa club, que pasó a llamarse “Knusperhäuschen”. Después de años de renovación, el Gruabn fue reabierto en octubre de 1982 gracias al entonces presidente del Sturm, Franz Gady y a Heinz Hochstrasser. El primer partido en las renovadas instalaciones fue el del SK Sturm Graz contra el Eisenstadt (4:0).
Poco a poco se fueron añadiendo más novedades como el pequeño reloj electrónico de partido, una sala VIP y la salida de un nuevo jugador. El campo de entrenamiento se convirtió en un estacionamiento. En 1995 se puso en funcionamiento un sistema de iluminación. El 31 de mayo de 1997, después de 78 años, el Sturm finalmente se despidió del Gruabn con una victoria por 3-0 ante el Rapid de Viena.
Desde entonces, el SK Sturm juega sus partidos como local en el estadio Liebenauer, recién inaugurado en 1997 (entonces llamado Arnold Schwarzenegger, ahora Merkur Arena). En 2005 el SK Sturm Graz tuvo que vender sus derechos de uso de Gruabn a la ciudad de Graz debido a problemas financieros.

## Iniciativa para la conservación de la tribuna de madera
En otoño de 2016 los partidarios del SK Sturm Graz fundaron esta asociación sin ánimo de lucro, ya que la tribuna de madera corría peligro de derrumbarse y estaba a punto de ser retirada. Se suponía que iba a ser demolida, por lo que el dedicado equipo del proyecto luchó para preservar la tribuna con donaciones y ayuda del SK Sturm Graz. Una iniciativa de recaudación de fondos logró superar significativamente su objetivo mínimo de 50.000 euros.

## Protección de monumentos
El 7 de mayo de 2021 representantes de la ciudad de Graz, la Oficina Federal de Monumentos, el inquilino Grazer SC y la iniciativa de las tribunas llevaron a cabo una inspección. Se explicó el estado catalogado del campo deportivo, las gradas de madera y el comedor. Se pretende restaurar el estado original desmantelando la pasarela de madera para la prensa, el nicho para las cámaras de televisión y la estructura del tejado del comedor de Gmeindl.